# Палія арктична
Палія арктична (Salvelinus alpinus) — риба родини лососевих, утворює ряд форм: прохідні, озерно-річкові та озерні. Риби великі, довжиною до 88 см і до 15 кг ваги, сріблястого кольору, з темно-блакитною спиною, боки покриті досить великими світлими плямами.

## Ареал
Ареал кільцем охоплює все полярне коло. Прохідні форми йдуть на нерест у річки Норвегії, Ісландії, Шпіцбергену, Нової Землі, Мурмана, по узбережжю Сибіру в Об, Єнісей, Пясіну, річки Канади, Аляски і Гренландії. Озерно-річкові форми зустрічаються в альпійських озерах, басейні Байкалу і річках, що впадають в затоку Петра Великого. У Тихому океані палія зустрічається вздовж азійського і американського берегів від Амуру до Каліфорнії. Також водиться у Північно-Льодовитому океані. Не бракує палії біля берегів Шпіцбергена, Нової Землі, біля узбережжя Сибіру. Озерні форми палії зустрічаються в озерах Кольського півострова, Карелії, північної частини Сибіру.

## Біологія

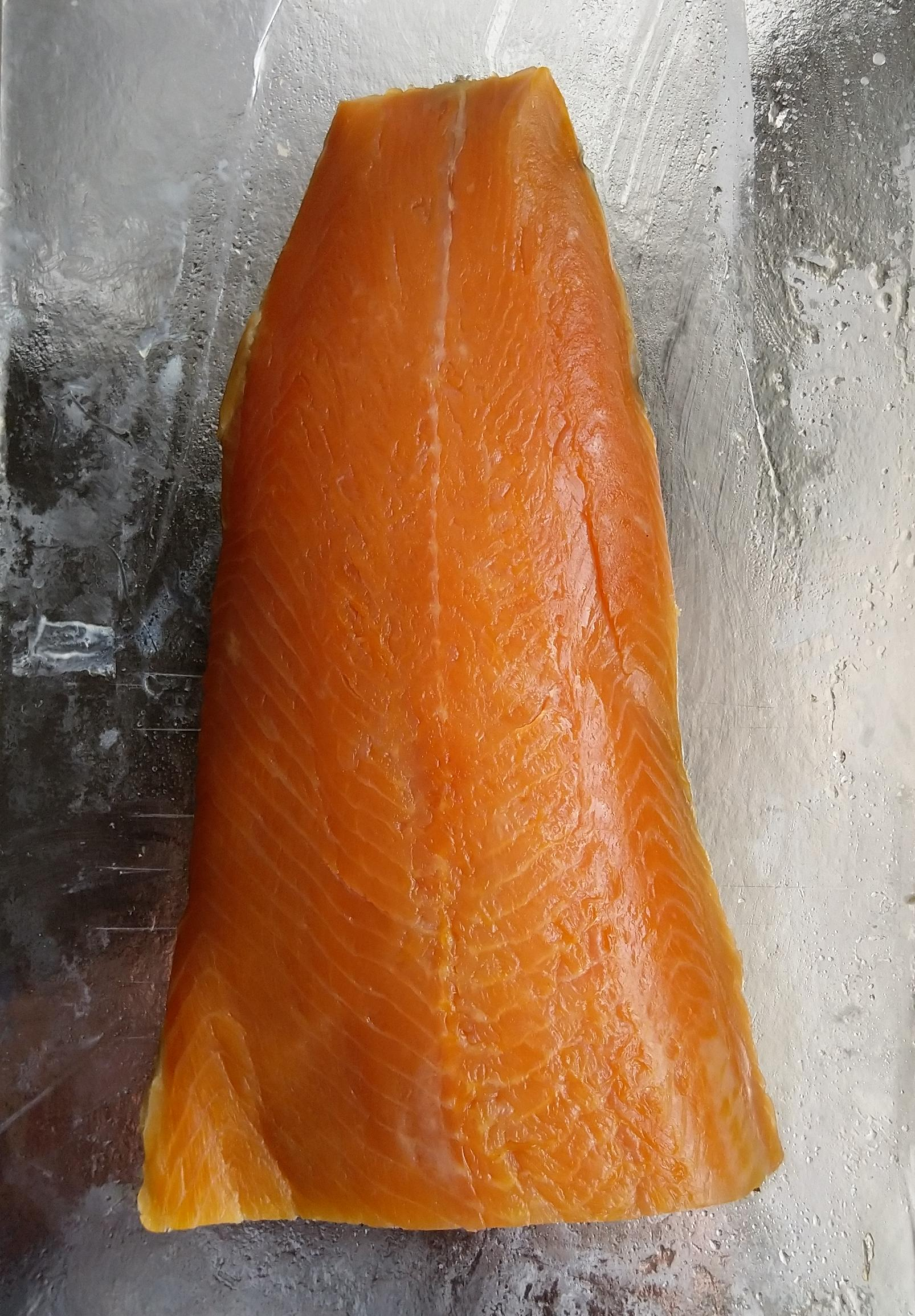
Копчене філе арктичної палії

Палія — хижак, що живиться молоддю інших риб і дрібною рибою. Палія представлена переважно прохідними формами, для нересту у віці 5-6 років входить у пониззя річок. Хід в річки протікає в два терміни — в червні і серпні-вересні. Входячи до річок на нерест палія темнішає, спина стає зеленувато-коричневою, боки коричневими, з сріблястим відливом і численними червоними або жовтогарячими плямами. Нереститься прохідна палія восени і на початку зими, деякі риби, ймовірно, навесні. Нерест може відбуватися і вдень і вночі. Молодь проводить в річці 2-4 роки, після чого мігрує в море. Палія осіннього підйому є озимою формою. Скочується назад до моря зазвичай влітку. У період проживання в річці живиться ракоподібними, личинками комах, дорослими комахами. Дорослі риби живляться в морі молоддю тріскових риб, піщанкою, мойвою, в озерах — ряпушкою, корюшкою.
Широко поширені і озерні форми палії арктичної. Вони нерестяться і нагулюються в озерах, не виходячи за їх межі. Озерна-річкова палія дрібніше прохідної (35-45 см). За зовнішнім виглядом і способом життя вони дуже нагадують пструга струмкового.

## Значення
Риба має гарні смакові якості. У північних широтах здійснюється обмежений промисел. Також є об'єктом аматорського рибальства. У деяких країнах (Канада, Ісландія, Естонія, Норвегія, Швеція, Фінляндія) вирощується штучно. М'ясо палії має гарну текстуру та смакові якості. У продаж риба потрапляє у солоному, копченому або замороженому вигляді.